# Goujie Yizu Miaozu Xiang
Goujie Yizu Miaozu Xiang (kinesiska: 耈街, 耈街彝族苗族乡) är en socken i Kina. Den ligger i provinsen Yunnan, i den sydvästra delen av landet, omkring 290 kilometer väster om provinshuvudstaden Kunming.
Genomsnittlig årsnederbörd är 1 055 millimeter. Den regnigaste månaden är juli, med i genomsnitt 277 mm nederbörd, och den torraste är januari, med 7 mm nederbörd.